# Metropolitní kapitula u sv. Víta v Praze

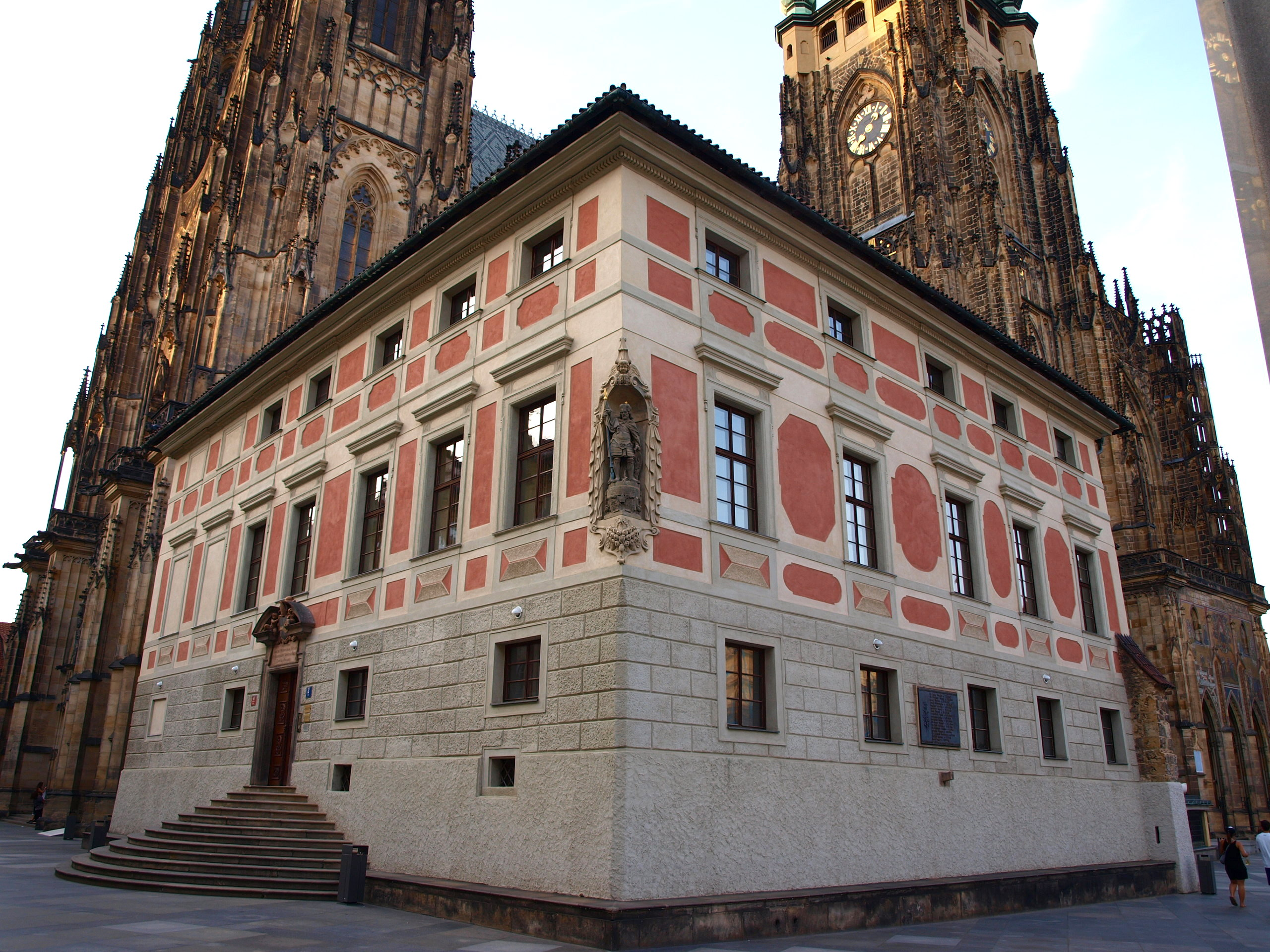
Budova prepozitury kapituly pod katedrálou na Pražském hradě

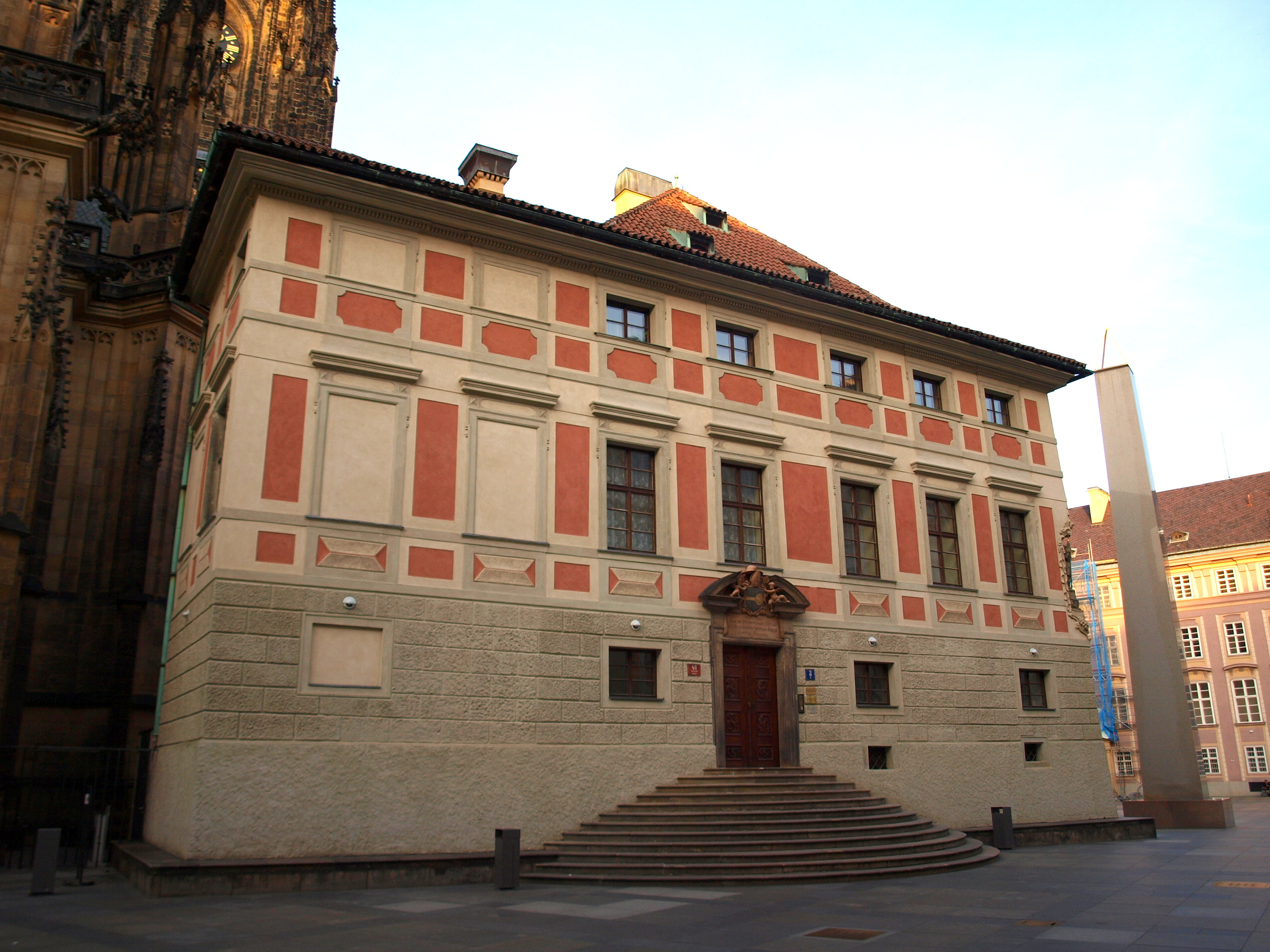
Budova kapituly

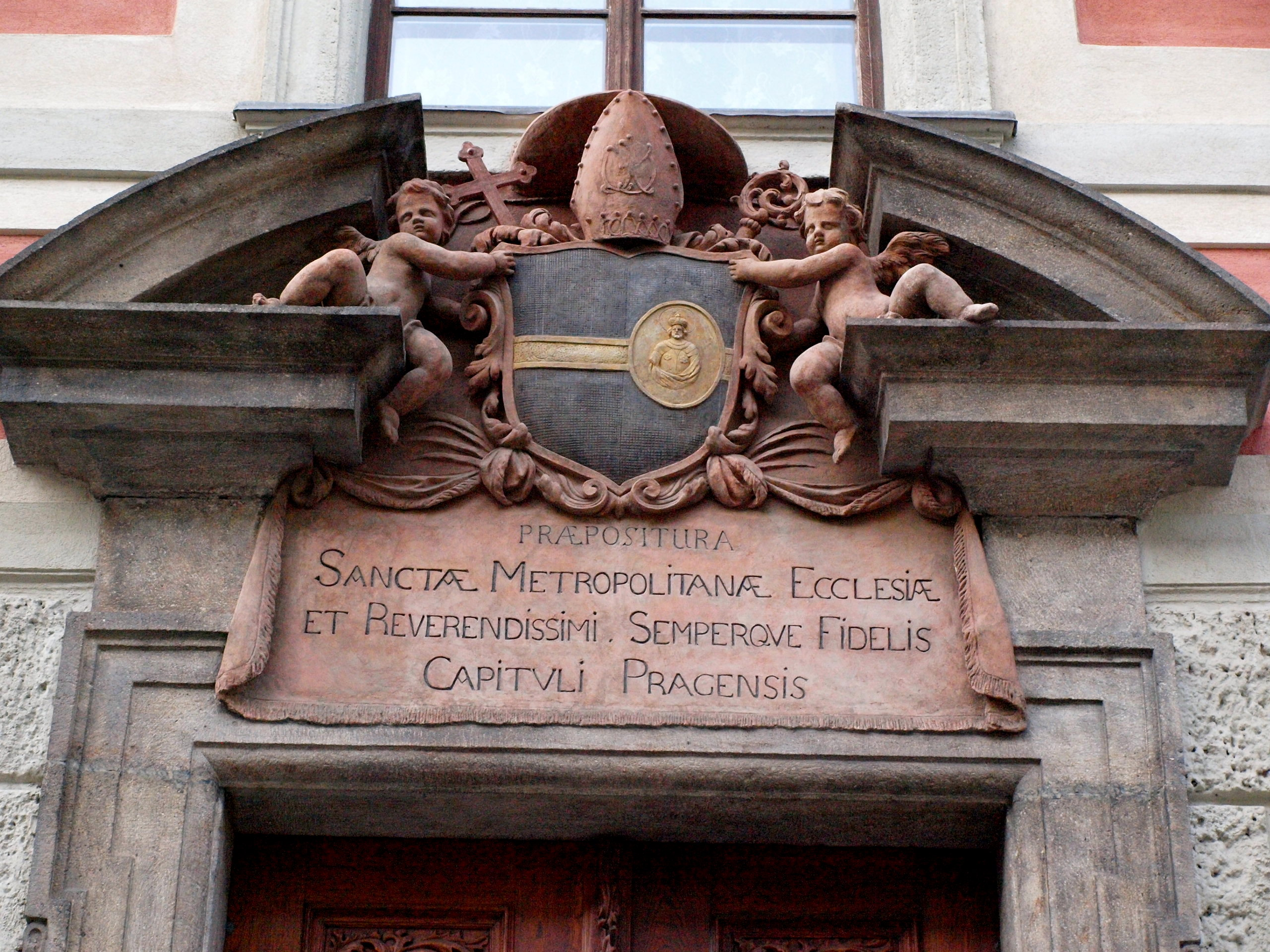
Detail erbu

Metropolitní kapitula u sv. Víta v Praze (svatovítská či také pražská kapitula) je sbor kněží, kteří slouží při katedrálním kostele pražské (arci)diecéze. V čele kapituly stojí jako její představený, svatovítský probošt, který je držitelem jednoho ze sedmi klíčů k českým korunovačním klenotům. Dříve měla kapitula právo volby pražského biskupa a až do založení pražské univerzity spravovala svatovítskou katedrální školu, nejvýznamnější školu v tehdejších Čechách. Svatovítská kapitula sídlí v budově Nového proboštství na Náměstí U Svatého Jiří na Pražském hradě.
Pražská metropolitní kapitula je vlastníkem vnitřního vybavení katedrály svatého Víta, včetně obrazů, soch, oltářů i náhrobků, a je i majitelem nesmírně cenného svatovítského pokladu. Velmi vzácná je i knihovna pražské metropolitní kapituly, která patří k nejstarším historickým knihovnám v Česku.

## Historie

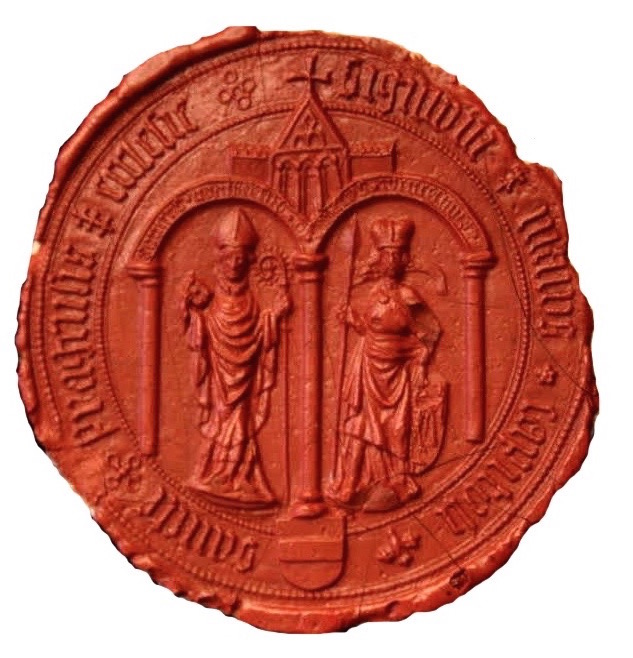
Velká pečeť kapituly, období císařství Karla IV. rok ~1360

Kapitula vznikla v roce 971 a je tak nejstarší nepřetržitě existující institucí v České republice.[zdroj?] Původně byla ustavena jako sbor kněží, kteří dostali za úkol připravit vše potřebné pro zřízení samostatné pražské diecéze, jež vznikla následně odtržením od řezenské diecéze v roce 973. Ve druhém století existence kapituly patřil k jejím kanovníkům i kronikář Kosmas, který byl v letech 1120 až 1125 jejím děkanem. Další známou osobností byl děkan Vít (1135 až 1171).
S povýšením diecéze na arcidiecézi v roce 1344 se kapitula stala metropolitní. Dne 13. listopadu 1350 byly vydány její první dochované stanovy, v nichž se vymezují úřední působnost a povinnosti jejích členů, a také ctihodných žen. Za vlády Karla IV., kdy církev zažívala v Českém království neobyčejný rozkvět, měla kapitula kolem 60 členů, na konci 14. století pak 32 členů, počátkem 17. století pouze 7 členů. I po rozvratu z doby husitství a reformace zůstala pražská kapitula v jednotě s římskou církví a během dlouhého uprázdnění pražského arcibiskupského stolce v letech 1421–1561 spravovala arcidiecézi prostřednictvím volených administrátorů.. Na konsolidaci náboženských poměrů měl výrazný podíl administrátor Hanuš II. z Kolovrat († 1483).
Během působení děkana (a posléze probošta) Msgre. Karla Dominika rytíře Řečického byla zrestaurována kapitulní knihovna a obnoven sasko-lauenburský dům a v roce 1726 byla ukončena roztržka mezi svatovítskou kapitulou a pražským arcibiskupem Ferdinandem z Khuenburgu. K poslední změně kapitulních stanov došlo v roce 1992.

## Dřívější kanovníci (výběr)

### 11. století
- Vratislav Přemyslovec, kolem 1055

### 12. století
- Heřman (zemřel 17. září 1122, kanovník)
- Kosmas (asi 1045 – 21. října 1125, kanovník a později děkan)
- Herold 1131
- Tutha 1131
- Menhart (zemřel 2. července 1134, kanovník)
- Otto, do 1140, toho roku zvolen biskupem pražským
- Šebestián 1142
- Pavel cca 1170
- Radoslav cca 1170
- Walkun cca 1170
- Zdeslav cca 1170, (děkanem v letech 1184 až 1197)
- Heřman cca 1170, (proboštem v letech 1184 až 1192)
- Dobrohost cca 1177
- Dulcianus 1177 až 1194
- Alexandr cca 1180
- Mlaz cca 1180 až 1182
- Miloslav cca 1180 až 1194
- Alexius cca 1180 až 1185
- Anselm 1180 až 1194
- Bartoloměj, mistr cca 1180 až 1194
- Bavor cca 1180 až 1182
- Benco, Beněk cca 1180 až 1194
- Bohuslav cca 1180 až 1194
- Dětřich cca 1180 až 1195
- Bedřich cca 1180 až 1194
- Havel cca 1180 až 1194
- Chvalko cca 1180, kustod 1190, pokladník 1194
- Jan cca 1180 až 1194
- Jiří cca 1180 až 1182
- Martin cca 1180 až 1182
- Pomněn cca 1180 až 1182
- Burchard cca 1180 až 1182, mistr 1185
- Radosta cca 1180 až 1182
- Rudolf cca 1180 až 1182
- Slavata cca 1180 až 1185
- Vyšemír cca 1180 až 1194
- Walun 1180 až 1182, také kanovník vyšehradský
- Bohuslav cca 1180 až 1194
- Miroslav 1194
- Pavel 1194
- Vitalis 1194
- Wecemilus,Vícemil 1194 až 1219
- Vavřinec 1194 až 1233

### 13. století
- Matouš 1201 až 1228
- Eppo 1209 až 1214, probošt a královský kancléř 1216 až 1240
- Matouš 1201 až 1228
- Klement 1209
- Martin 1211, mistr 1219
- Přibyslav 1211 až 1218
- Oldřich 1214 až 1216
- Něpr 1216
- Oreš 1216, 1224
- Držislav 1218
- Jan 1216 až 1239
- Bartoloměj 1219
- Pelhřim z Vartenberka 1219, probošt mělnický 1222, biskup pražský 1224
- Vojslav 1224
- Hypolit 1224
- Bernard 1224
- Mikuláš 1227
- Jan z Aschaffenburgu 1219 až 1238
- Jiří 1229 až 1238
- Štěpán 1234, scholastik a probošt žatecký
- Markvart 1238
- Rod - klerik, kanovník od 1258 + 3  kanovníci anonymní

### 14. století
- Jan Velišův 1305
- Jan řečený Pardi 1305
- Jindřich Berka z Dubé 1306 až 1320, od 1320 probošt
- Walter 1318 až 1323
- Jan Jan ze Šternberka kanovník, 1324 až 1327
- Jindřich děkan, 1327 až 1335
- Šebestián Vítkův z Liběchova, kanovník od 1330
- Bušek Linhartův z Braškova, kanovník 1337 až 1341, 1341 kaplan Karla IV., 1.ředitel stavby katedrály
- Jan Očko z Vlašimi, 1342
- Havel z Újezda, kanovník, 1343 až 1364
- Mikuláš Holubec, kanovník cca od 1350 až kolem 1359, 2. ředitel stavby katedrály
- Bohuta Předslavův z Jilemnice, kanovník 1353
- Sezima z Ústí, kanovník od 1353, zemř. 1386, probošt v Týně nad Vltavou
- Beneš Krabice z Weitmile (1359 až 1375), kronikář, 3. ředitel stavby katedrály
- Vojtěch Raňkův z Ježova (nar.1320 – zemř. 15. srpna 1388), kanovník 1364, scholastik 1368 až 1388
- Pavel z Jenštejna 1375
- Oldřich ze Žlutic – zemř. 9. srpna 1380, kanovník; náhrobek v Lapidáriu Národního muzea v Praze
- Jan z Kytlice 1376 až 1383
- Hevl zvaný Hašek z Kněžic kanovník, 1378 až 1388
- Ondřej Kotlík 1378 až 1380, 1377 4.ředitel stavby katedrály, 1379 viceděkan
- Václav z Radče 1378 až 1417, 1401 – 1417 5.ředitel stavby katedrály
- Jan Chudoba z Vartenberka 1379 až 1390, zřekl se úřadu
- Jan řečený Rus 1387 až 1388
- Jan Frenlinův z Dubé kanovník, děkan, protonotář arcibiskupské kanceláře 1384 až 1442
- Mikuláš Puchník 1388, generální vikář a oficiál 1388 - 1402
- Jakub z Bavorova 1387 až 1390
- Petr Massen z Chotěbuze 1389 až 1393
- Filip ze Želetavy 1370 až 1403, kanovník svatovítský, olomoucký a vratislavský
- Mikuláš, syn Petra Parléře 1387 až 1403, lékař, správce špitálu na Hradčanech
- Adam Benešův z Nežetic alias z Moravy, 1398 až 1417, kanovník olomoucký, brněnský a svatovítský

### 15. století
- Jan ze Stříbra, kolem 1400, kanovník svatovítský a farář u sv. Havla na Starém Městě;
- Ondřej z Brodu 1409 až 1422, profesor teologie
- Jan z Královic, děkan 1415 až 1430
- Jan Šindel 1418 až 1455, profesor matematiky, astronom a lékař králů Václava IV. a Zikmunda Lucemburského
- Mikuláš z Předbořic, syn Ubaldův, arcijáhen přerovský, kanovník pražský a vyšehradský (kolem 1433)
- Václav, syn Sidlína z Brna, děkan a kanovník pražský (1435)
- Šimon z Nymburka, doktor dekretů, probošt kostela svatého Apolináře v Praze a kanovník pražský (1442)
- Václav Wend, děkan v Loketském kraji, farář v Sokolově a kanovník pražský (1451)
- Jakub, 1. polovina 15. století, (náhrobní deska s kalichem a jménem, z katedrály přenesená doLapidária Národního muzea
- Jan Zúl z Pelhřimova, kanovník do 1440
- Jan z Krumlova, děkan a administrátor arcibiskupství, 1455 až 1488
- Hilarius Litoměřický 1453 až 1462, 1462 – 1468 děkan a administrátor arcibiskupství
- Mikuláš z Krumlova, kanovníkem kolem roku 1456
- Václav z Plané 1462 až 147?, kanovník, s Hanušem z Kolovrat administrátor arcibiskupství
- Prokop z Plzně, vikář pražského arcibiskupství a kanovník kolem 1467–1468
- Václav Mondl (80. léta), byl kapitulní syndik a pražský arcijáhen, později rektor Vídeňské univerzity[6]
- Jan Herttemberg z Lokte (kanovník od 1480 do 1498, kaplan krále)
- Jan z Vartemberka (probošt 1499 až 1508)
- Blažej z Plané, kanovník a kantor kolem 1500

### 16. století
- Šimon Villaticus, řečený Fagellus, kanovník 1519, scholastik 1549), básník a spisovatel
- JUDr. Jindřich Scribonius, řečený Píšek z Horšova Týna (kanovníkem 1536, proboštem od roku 1549, administrátor arcibiskupství 1556 až 1561)
- ThDr. Petr de Linda (kanovníkem 1558, děkanem 1561, proboštem 1586, zemřel 1592)
- JUDr. Tomáš Albín z Helfenburka (kanovníkem od roku 1568, biskupem olomouckým zvolen 1574, zemřel 1575)
- Václav Albín z Helfenburka (kanovníkem od roku 1593, scholastikem 1600, zemřel 1575)
- Daniel Uher z Jenčic (kanovníkem od 9. prosince 1614 do roku 1617)
- Jan Ctibor Kotva z Freifelsu (narozen kolem 1587, zemřel 29. září 1637), čestným kanovníkem od 6. května 1617, sídelním kanovníkem od 5. března 1618

### 17. století
- Maxmilián Rudolf Schleinitz (narozen 1605, zemřel 13. října 1675), kanovníkem od 12. června 1635, probošt litoměřický
- Jiří z Kriegelsteinu (kanovník od listopadu 1680), generální vikář královéhradecký, zemřel 17.1.1692
- Matyáš Vojtěch Macht z Löwenmachtu (kanovník od ledna 1693), zemřel 10.5.1719, děkan vyšehradský
- Tobiáš Jan Becker (15. července 1649 – 11. září 1710, kanovníkem od 14. ledna 1681)
- Pavel Josef Axlar (kanovník od 3. září 1695, děkan od 14. ledna 1709)
- Tobiáš Vojtěch Opitz (kanovník od 15. listopadu 1701, děkan od 3. února 1717), zemřel 3.4.1717
- Jan Adam Vratislav z Mitrovic (kanovník od 27. října 1702)
- Jiří Jan Libertin SJ (1681 – 29. dubna 1732, kanovník od 5. září 1722)
- Msgre. Karel Dominik rytíř Řečický (zemřel 26. ledna 1734, kanovníkem od 23. června 1709, děkanem od 3. září 1722, proboštem od 20. listopadu 1732)
- Msgre. Zdeněk Jiří Chřepický z Modliškovic (7. března 1678 – 26. ledna 1734, kanovníkem od 28. prosince 1717, děkanem od 11. února 1733, proboštem od 30. června 1734)
- ThDr. Antonín Jeroným Dvořák z Boru (kolem roku 1688 – 2. listopadu 1747, kanovníkem od 30. ledna 1747)
- ThDr. Jan Rudolf hrabě Špork (27. března 1696 – 21. ledna 1759, kanovníkem; 1729 pomocný biskup pražský)
- Matyáš Vojtěch Linek z Litensdorfu (kolem roku 1698 – 12. července 1747, kanovníkem od 2. března 1735)

### 18. století
- Michal Antonín Caja (kanovníkem kolem 1736)
- Emanuel Arnošt Valdštejn (kanovníkem od 5. září 1746)
- Jan Václav Bořek Dohalský z Dohalic (kanovníkem od 1762)
- Jan Josef Bořek Dohalský z Dohalic (kanovníkem asi od 1769)
- Václav Vojtěch Herites (kanovníkem od 1777)
- Václav Leopold Chlumčanský z Přestavlk a Chlumčan (15. listopadu 1749 – 14. června 1830, kanovníkem od roku 1779)

### 19. století
- Jan Křtitel Luger (1764–1827), kanovníkem od roku 1811[7]
- Jan Nepomucký Medlín (13. května 1759 – 16. února 1837, proboštem od roku 1833)
- Václav František Neumann (15. dubna 1777 – 20. dubna 1839, kanovník)
- Václav Michal Pešina z Čechorodu (13. září 1782 – 7. května 1859, kanovník)
- Josef Ondřej Lindauer (29. listopadu 1784 – 4. června 1850, kanovníkem od roku 1835)
- Jan Alois Renner (1784–1854), kanovník
- Michael Maxmilian Willer (1786–1860), kanovník
- Jan Petr Küffer ab Asmansvilla (1813–1891), kanovník a později děkan
- Vincenc Bradáč (3. dubna 1817– 9. února 1874), kanovník od r. 1860[8] a spisovatel
- František Dittrich (24. srpna 1824– 30. května 1871), kanovník a teolog
- Anton Wohlmann (26. ledna 1843 – 2. srpna 1932), kanovník
- Wenzel Frind (26. ledna 1845 – 24. října 1896), kanovník
- Msgre. Antonín Hora (15. listopadu 1824 – 15. května 1906), děkanem od roku 1891, proboštem od roku 1898)
- Josef Binder (12. srpna 1847 – 8. října 1911), kanovník

### 20. a 21. století
- Msgre. ThDr. Jan Nepomuk Sedlák (9. dubna 1854 – 30. září 1930, děkanem od roku 1918)
- ThDr. Antonín Podlaha (22. ledna 1865 – 14. února 1932, kanovníkem od roku 1904, děkanem od roku 1930)
- Antonius Franz
- Dr. Josef Soukup (28. března 1874 – 21. prosince 1946, kanovník, posléze děkan a apoštolský protonotář
- Msgre. ThDr. Josef Hanuš (6. ledna 1876 – 20. dubna 1928, kanovníkem od roku 1921)
- ThDr. Antonín Eltschkner (4. června 1880 – 22. února 1961, kanovník a později probošt, světící biskup pražský a titulární biskup zefýrský
- Msgre. doc. ThDr. PhDr. Josef Čihák (11. září 1880 Obděnice – 18. února 1960 Leopoldov), kanovníkem od 1928 do 1950
- Josef Grüner (1883–1943)
- ThDr. Anton Gebert (10. dubna 1885 – 17. května 1942, kanovníkem od roku 1934)
- Jan Remiger (1879–1959)
- ThDr. Antonín Stehlík (24. listopadu 1904–1. října 1972, kanovník, pak probošt a kapitulní vikář
- Osvald Novák (29. července 1912 – 4. července 1971, kanovník po skončení II. světové války)
- ThDr. Otakar Švec (1888–1958, kanovník)
- ThDr. Jaroslav Kulač (29. května 1887 – 25. srpna 1980, kanovník)
- Msgre. ThDr. Antonín hrabě Bořek-Dohalský z Dohalic (23. října 1889 – 3. září 1942)
- Msgre. ThDr. Otto Lev Stanovský (8. listopadu 1882 – 5. prosince 1945, kanovníkem od roku 1934)
- Msgre. ThDr. Bohumil Opatrný (10. listopadu 1880, Mýto – 20. května 1965, Praha), kanovníkem od 1918, později děkanem
- Prof. ThDr. Jan Opatrný (10. října 1895, 7. prosince 1968, Praha), kanovníkem
- Msgre. ThDr. Karel Olšar (* 1915), kanovníkem od roku 1972
- Msgre. ThDr. Karel Šebor (4. dubna 1912 – 28. května 1983, kanovníkem od roku 1975)
- Mons. Jan Lebeda (23. dubna 1913 – 5. listopadu 1991, kanovníkem od roku 1980, proboštem od 1. května 1987)
- Mons. ThDr. Jaroslav Škarvada (14. září 1924 – 14. června 2010), pozdější probošt a pomocný biskup
- Václav Kořínek
- Jan Riant
- Mons. Mgr. Miroslav Vágner (5. července 1927 – 17. dubna 2010, kanovníkem od 1. července 2001 do 17. dubna 2010, kanovníkem penitenciářem od 1. ledna 2003 do 17. dubna 2010)
- Mons. ThLic. Bohumil Kolář (7. ledna 1924 – 5. listopadu 2015, kanovníkem od 1. srpna 1992)
- Mons. Pavel Kučera (od 8. července 2007 do úmrtí v únoru 2016)
- Mgr. Jan Gerndt – farář v Praze-Uhříněvsi (narozen 2. prosince 1955, na kněze vysvěcen 27. června 1982, sídelním kanovníkem od 15. června 2010 do 31. prosince 2015)[9]
- Mons. doc. ThDr. Jiří Skoblík (16. srpna 1932 – 13. prosince 2020, kanovníkem od 23. srpna 1993, kanovníkem penitenciářem od 1. července 1995 do 31. prosince 2002, kancléřem do roku 2010)
- ThDr. Jiří Svoboda – soudní vikář pražské arcidiecéze (narozen 20. března 1941, na kněze vysvěcen 13. dubna 1966, sídelním kanovníkem od 1. srpna 1992, děkanem od 29. června 2010 do 2013)

… a řada dalších

## Současní kanovníci
- probošt: Mons. Mgr. Václav Malý – titulární biskup marcelliánenský a pomocný biskup pražský (sídelním kanovníkem od 1. prosince 1996, proboštem od 16. září 2002)
- 2010)
- kancléř: Mgr. Vladimír Kelnar – farář ve farnosti u kostela Matky Boží před Týnem v Praze na Starém Městě (narozen 2. srpna 1961, na kněze vysvěcen 27. června 1987, sídelním kanovníkem od 15. ledna 2012)
- děkan, kanovník penitenciář: JCLic. Mgr. Ondřej Pávek (narozen 30. října 1969, sídelním kanovníkem od 17. května 2010, kanovníkem penitenciářem od 28. července 2010)

Další sídelní kanovníci:
- Mgr. Tomáš Roule – spirituál v římské koleji Nepomucenum (od 1. února 2014), bývalý osobní sekretář pražského arcibiskupa (narozen 16. února 1975, na kněze vysvěcen 22. června 2002, sídelním kanovníkem od 15. ledna 2012)
- Mons. ThDr. Michael Slavík – generální vikář arcibiskupství pražského (sídelním kanovníkem od 1. března 2001, děkanem od 8. července 2007 do roku 2010)
- Dr. Vojtěch Eliáš – biskupský vikář, prezident Likvidace lepry, administrátor excurrendo ve farnosti Praha Třeboradice, rektor kostela sv. Mikuláše na Malé Straně (narozen 2. března 1967, sídelním kanovníkem od 1. června 2015)[10]
- ThLic. Ing. Zdenek Wasserbauer Th.D. – ředitel arcibiskupské kurie, od 19. května 2018 zároveň pomocný biskup pražský; předtím farář ve farnosti u kostela Nejsvětějšího Srdce Páně v Praze na Královských Vinohradech, okrskový vikář třetího pražského vikariátu (narozen 15. června 1966, dříve čestným kanovníkem kolegiátní kapituly sv. Kosmy a Damiána ve Staré Boleslavi; sídelním kanovníkem od 18. června 2015)[10]
- ThDr. Jan Balík, PhD., dlouholetý ředitel Sekce pro mládež ČBK a organizátor celostátních setkání mládeže, spolupodílel se na přípravě světových dnů mládeže.
- prof. ThDr. Jan Matějka (narozen 12. srpna 1932, kanovníkem arcijáhnem od 16. září 1990), děkanem do června 2007
- Mons. PhDr. JCLic. Milan Hanuš – farář katedrální farnosti
- PhDr. Radek Tichý, Ph.D., S.L.D.

Emeritní kanovníci:
- Mons. Karel Herbst – titulární biskup siccesiánský a pomocný biskup pražský (kanovníkem od 29. ledna 2007, kancléřem od roku 2010)